# SNCF X 4500

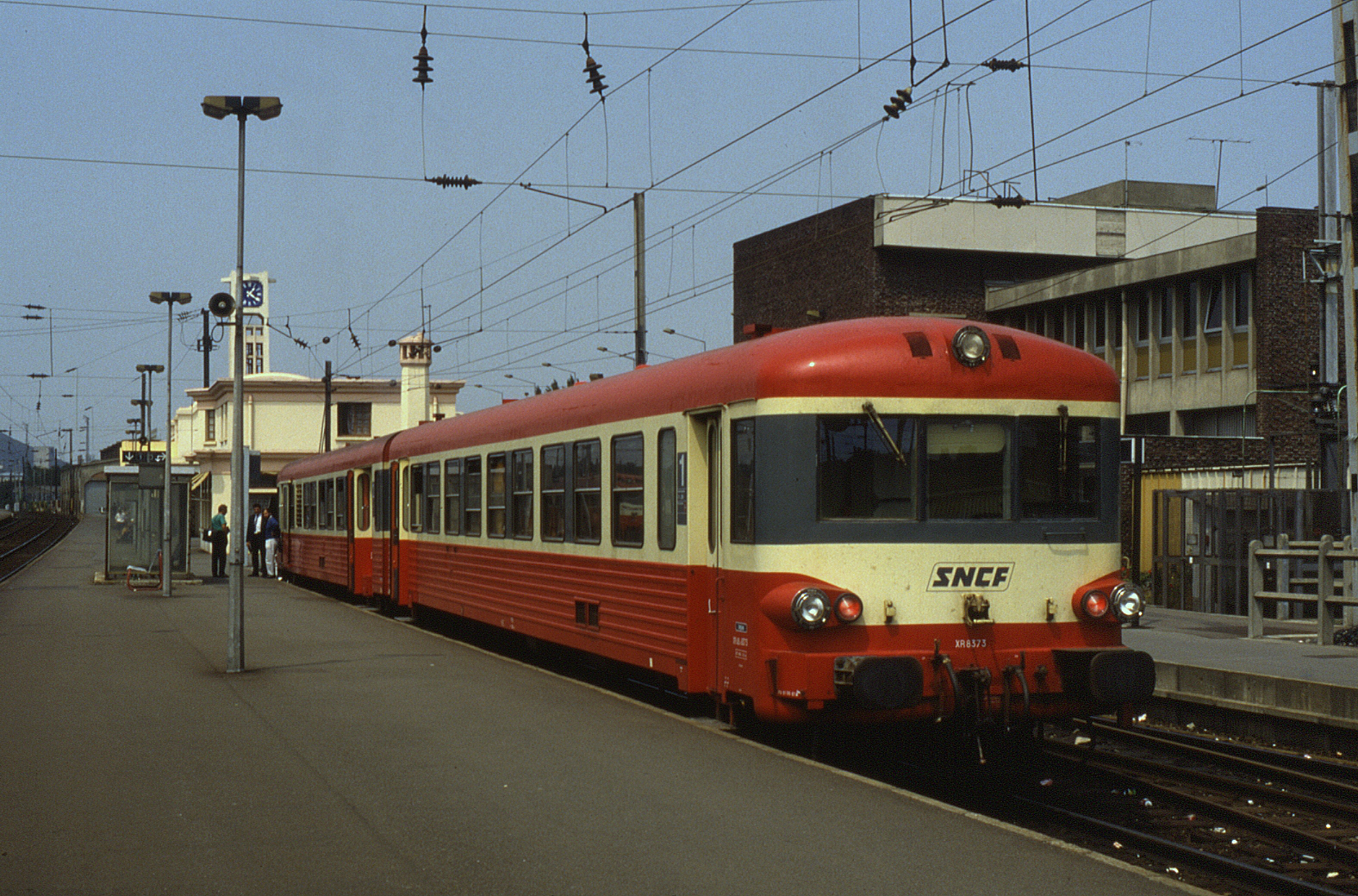
X 4582 in ursprünglicher Farbgebung in Lens, 1990

Die Baureihe X 4500 der französischen Staatsbahn SNCF war eine Serie zweiteiliger Dieseltriebwagen, die sich von 1963 bis 2009 im Planeinsatz befand. Mit den Fahrzeugen der Baureihen X 4300, X 4630, X 4750 und X 4900 zählte sie zur Familie der – aufgrund des an die Flugzeuge vom Typ Sud Aviation Caravelle erinnernden Motorengeräusches – sogenannten Caravelles, die sämtlich bei den Ateliers de construction du Nord de la France (ANF) gebaut wurden.

## Geschichte

### Ursprungsausführung

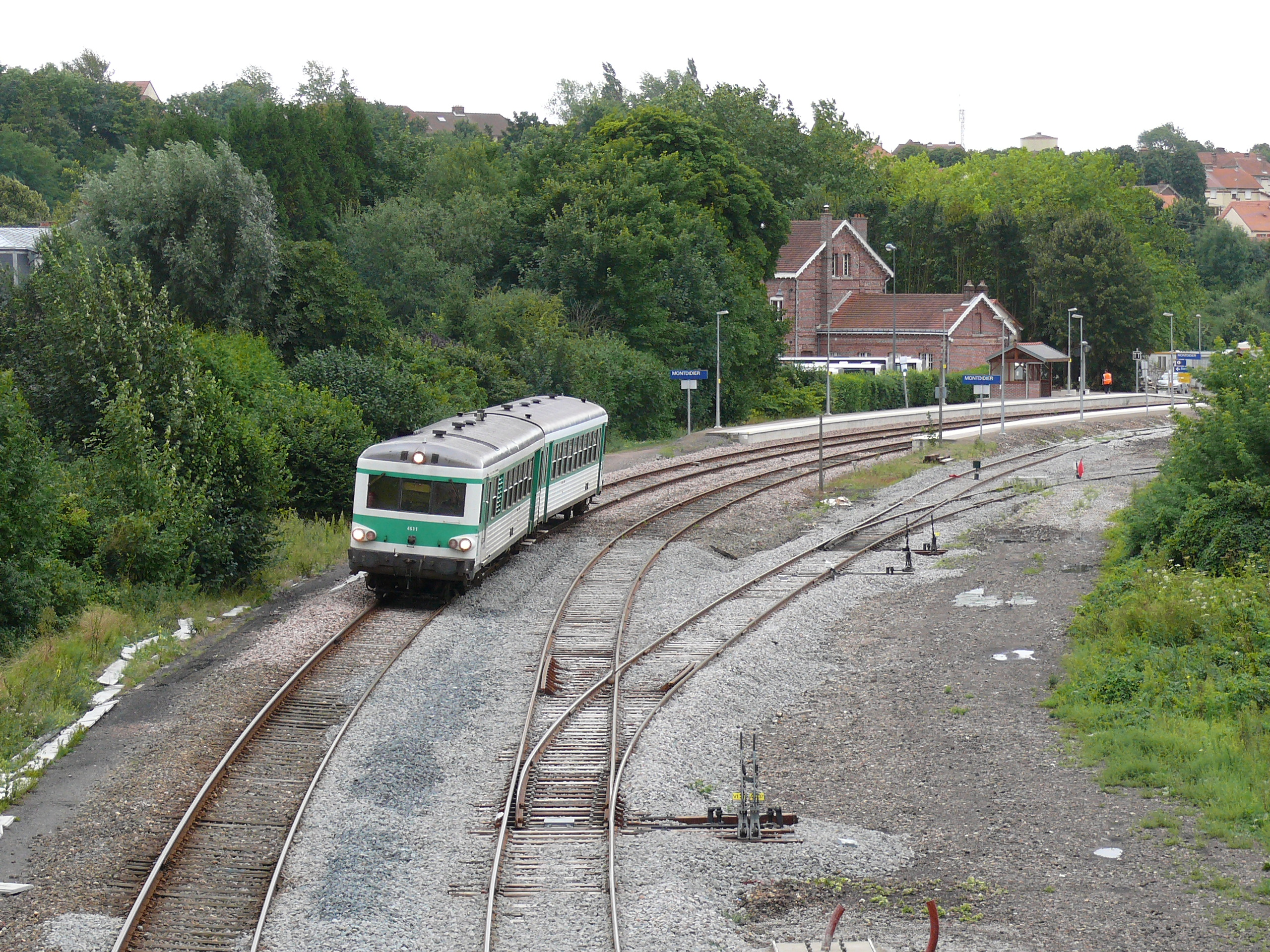
Nicht modernisierter X 4511 der Museumsbahn Quercyrail in Montdidier, 2008

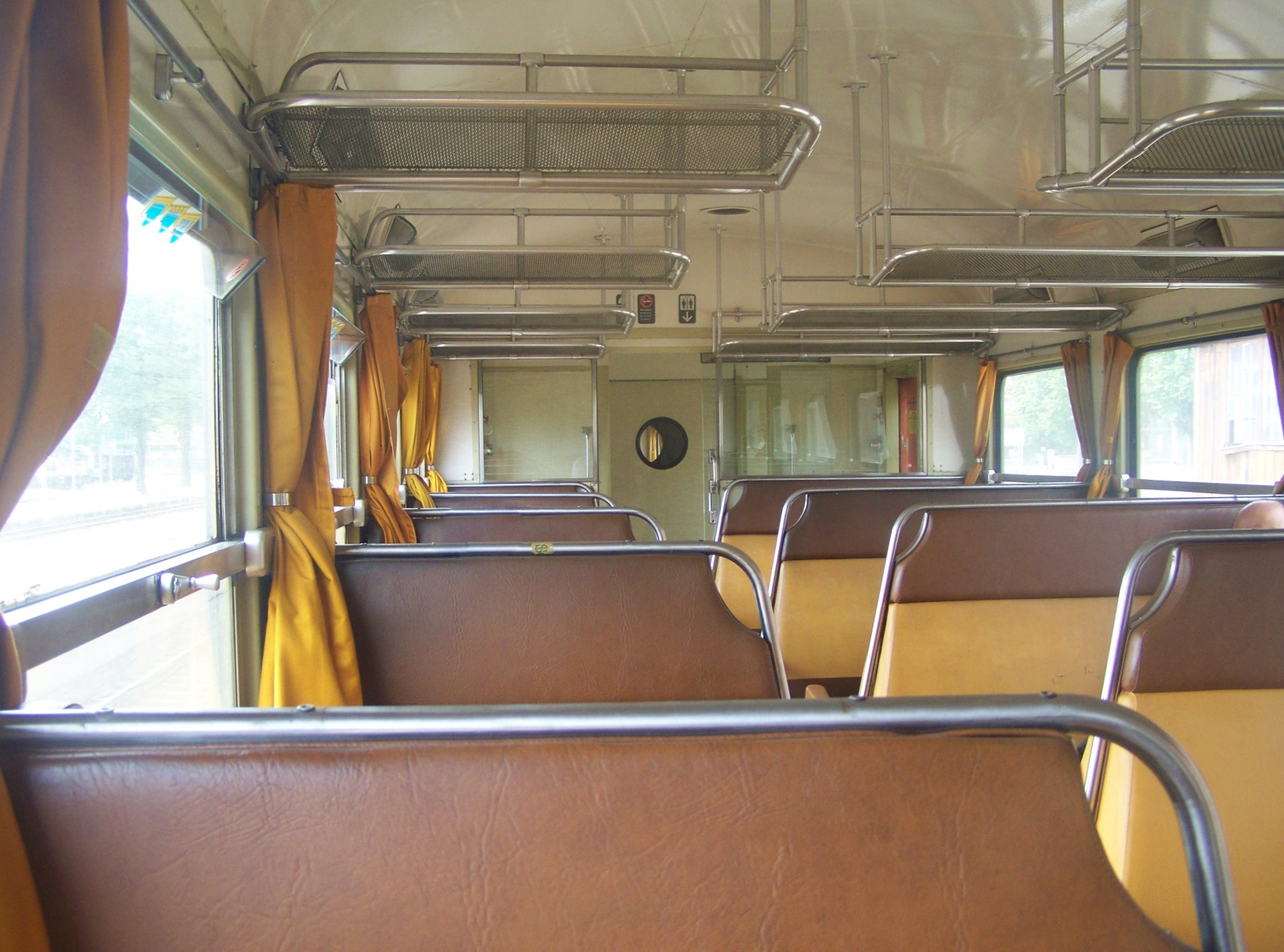
Fahrgastraum 2. Klasse des X 4560, 2008

123 Fahrzeuge dieser Baureihe wurden zwischen Februar 1963 und September 1970 in Dienst gestellt, sie erhielten die Betriebsnummern 4501 bis 4623. Jeweils ein vierachsiger Triebwagen mit nur einem Führerstand war mit einem gleichartigen Steuerwagen (Baureihen XR 8300 und XR 8500) fest gekuppelt, ein Gummiwulstübergang verband die beiden Wagenkästen. Der 36,2 t schwere Triebwagen verfügte über 60 Sitzplätze der 2. Wagenklasse und ein Gepäckabteil, er war wie der Steuerwagen über Puffer 21.240 mm lang. Der Steuerwagen wog 23,4 t. Er war zweiklassig, je nach Ausführung standen 12 oder 24 Plätze der 1. Klasse und 69 bzw. 49 Plätze der 2. Klasse zur Verfügung.
Der von Saurer stammende Sechszylinder-Dieselmotor SDHR des Triebwagens leistete 295 kW. Als Boxermotor konnte er unter dem Boden des Triebwagens angebracht werden. Das mechanische Achtganggetriebe stammte von De Dietrich, aus der für einen Gangwechsel benötigten Zeit resultierte ein geringes Beschleunigungsvermögen. Die Höchstgeschwindigkeit betrug 120 km/h.
Anders als die meisten französischen Triebfahrzeuge erhielten die „Caravelles“ ein Dreilicht-Spitzensignal, um auch grenzüberschreitend verkehren zu können. In den 1970er Jahren liefen X 4500 bis nach Genf in die Schweiz. Trieb- und Steuerwagen waren ursprünglich rot mit einem cremefarbenen Fensterband lackiert. Mit den anderen „Caravelle“-Baureihen konnten die X 4500 in Mehrfachtraktionen von maximal drei Einheiten verkehren.
Gleichzeitig mit dem X 4500 entstand die Baureihe X 4300 (1. Indienststellung im Mai 1963), deren 151 Exemplare sich von den X 4500 nur unwesentlich unterschieden. Statt des Saurer-Motors erhielt sie einen Dieselmotor des Typs Poyaud C 6150 SR T mit identischer Leistung.

### Umbau

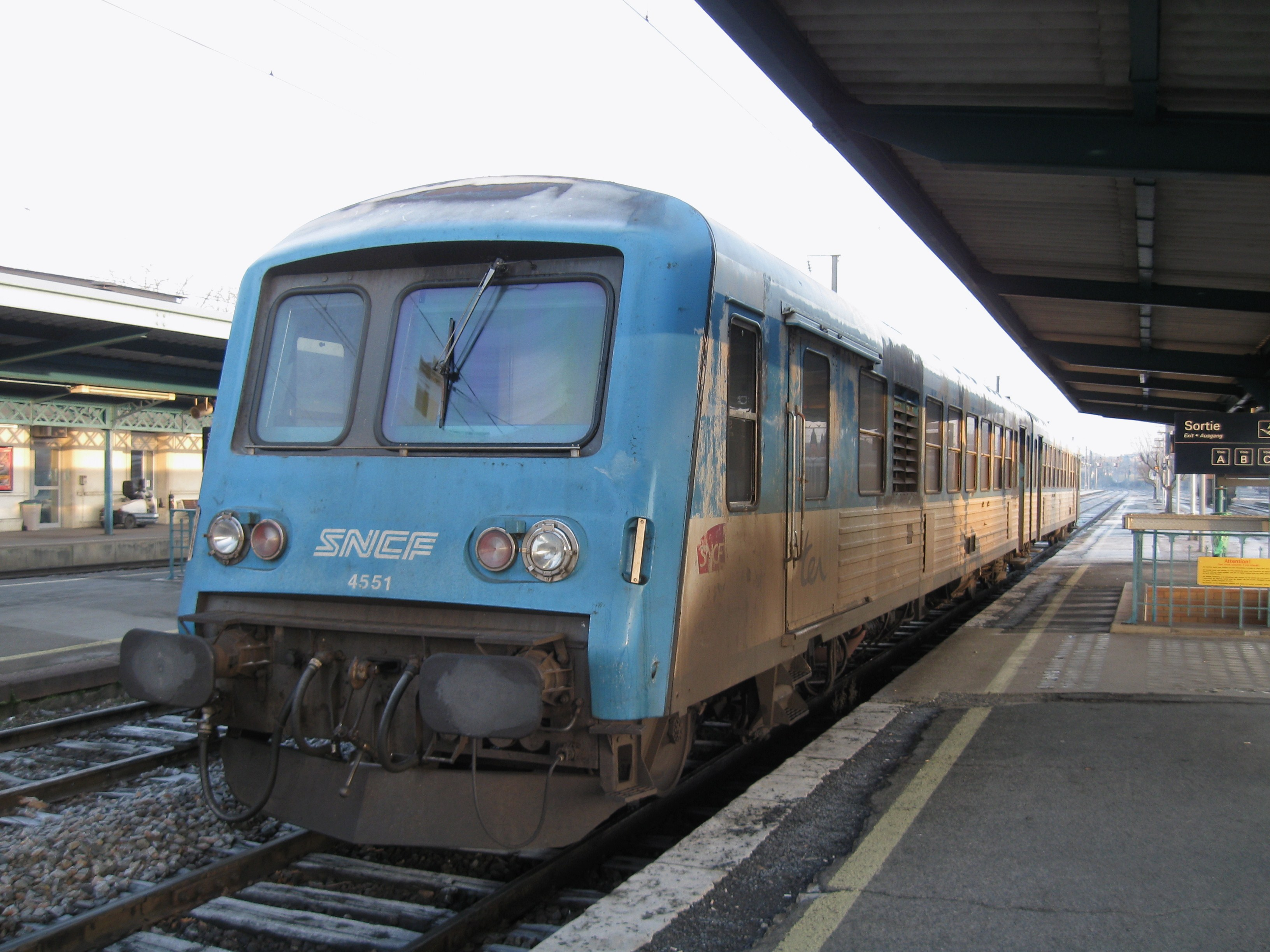
X 4551 mit neuer Front und der Lackierung Basse-Normandie in Moulins, 2009

Angesichts des Komforts der Corail-Wagen und TGV-Hochgeschwindigkeitszüge erschien in den 1980er Jahren ein Umbau der im Anschluss verkehrenden „Caravelles“ wünschenswert. 14 Doppeltriebwagen der Baureihe X 4500 wurden modernisiert, wobei sie modernere, zum besseren Schutz des Triebfahrzeugführers verstärkte Fronten erhielten. Über Puffer wurden die Wagenkästen dadurch 21.740 mm lang; das Gewicht der Trieb- und Steuerwagen stieg um jeweils ca. 4 t, was sich zusätzlich negativ auf das Beschleunigungsvermögen auswirkte. Verbessert wurden u. a. die Sitze, die Bestuhlung änderte sich in der 2. Wagenklasse von Sitzbänken in der Anordnung 3+2 zu Einzelsitzen der Anordnung 2+2. Jede Region konnte nun über die Lackierung der dort verkehrenden Fahrzeuge bestimmen.
Die mit Poyaud-Motoren bestückten Triebwagen X 4351, X 4371 und X 4382 der Baureihe X 4300 erhielten neue Motoren von Saurer. Sie wurden der Baureihe X 4500 zugeordnet und in X 4624, X 4625 und X 4626 umnummeriert.
Der Triebwagen X 4609 erhielt 1996 nachträglich einen dieselhydraulischen Antrieb und wurde als X 4743 der Baureihe X 4630 zugeordnet.

## Verbleib

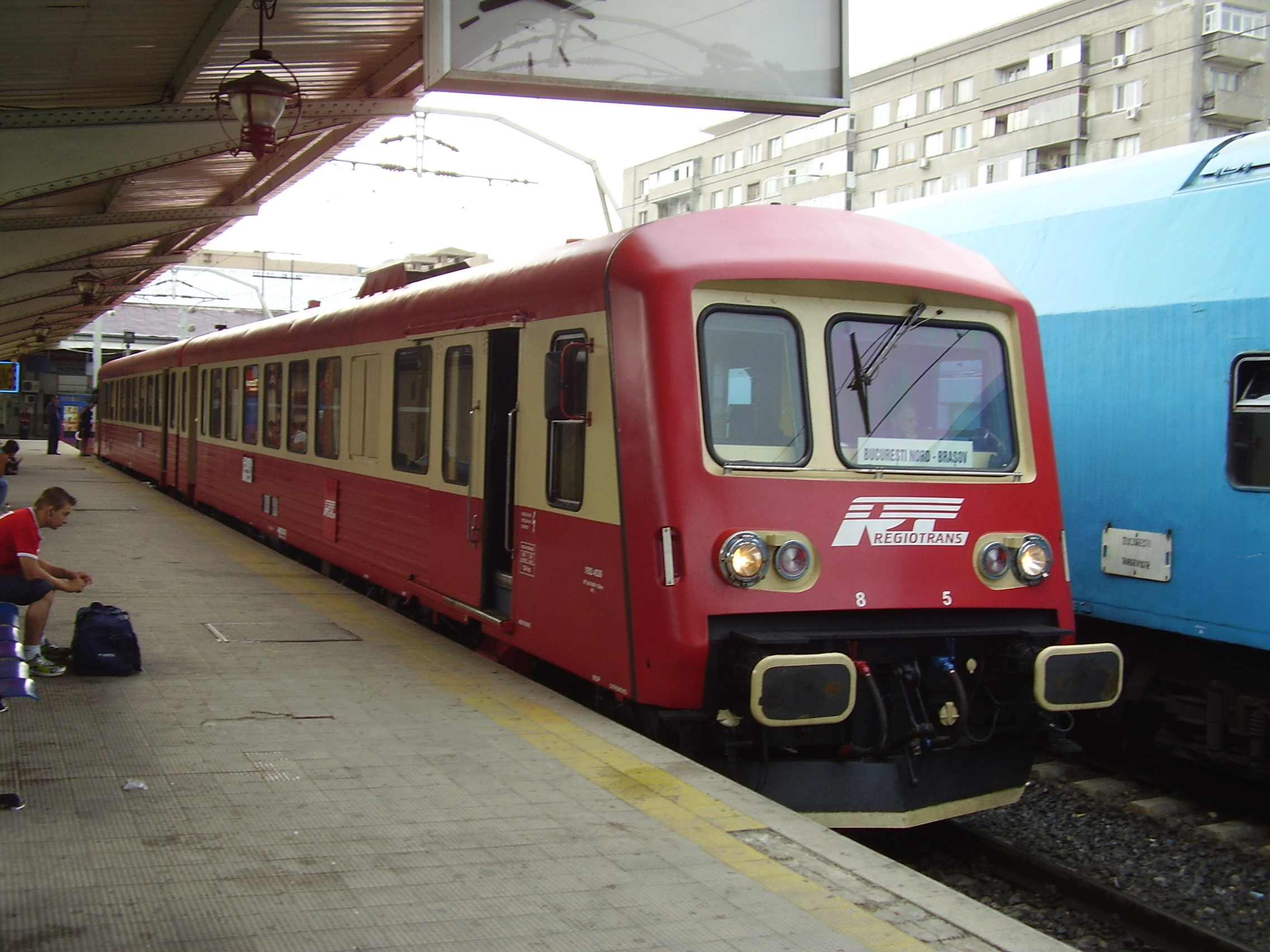
X 4520 von Regiotrans im Bahnhof București Nord

Sämtliche Fahrzeuge der Baureihe wurden bis November 2010 ausgemustert, die letzten zwei Einheiten wurden vom Betriebswerk Longueau eingesetzt. 38 Exemplare wurden an Regiotrans und Via Terra nach Rumänien verkauft, sechs sind bei französischen Museumsbahnen und eines bei der SNCF erhalten.